# Aplatissa strangoides
Aplatissa strangoides är en fjärilsart som beskrevs av Pierre E.L. Viette 1953. Aplatissa strangoides ingår i släktet Aplatissa och familjen rotfjärilar. Inga underarter finns listade i Catalogue of Life.